# Бжезьно (Підляське воєводство)
Бжезьно (пол. Brzeźno) — село в Польщі, у гміні Щучин Ґраєвського повіту Підляського воєводства.
Населення — 165 осіб (2011).
У 1975-1998 роках село належало до Ломжинського воєводства.

## Демографія
Демографічна структура станом на 31 березня 2011 року:
|          | Загалом | Допрацездатний вік | Працездатний вік | Постпрацездатний вік |
| -------- | ------- | ------------------ | ---------------- | -------------------- |
| Чоловіки | 76      | 17                 | 48               | 11                   |
| Жінки    | 89      | 27                 | 47               | 15                   |
| Разом    | 165     | 44                 | 95               | 26                   |